# 稀叶珠蕨
稀叶珠蕨（学名：Cryptogramma stelleri）为中国蕨科珠蕨属下的一个种。